# 棚橋祐司
棚橋 祐司（たなはし ゆうじ、1963年4月3日 - ）は、元社会人野球選手・コーチ・監督（外野手）。右投右打。

## 来歴
岐阜南高等学校（現：岐阜聖徳学園高等学校）3年時に夏の甲子園に一塁手として出場し、2回戦で本塁打を放った。
その後王子製紙春日井に入社し、10年間プレーした後コーチに就任、10年間選手の指導に当たった。
2001年からは監督に就任し、2004年の第75回都市対抗野球ではチームを優勝に導いた。2008年の第79回都市対抗野球でもチームを決勝戦へ進出させ（準優勝）、これを花道に同年シーズン限りで退任した。その後は社業の傍らで日本代表コーチ、社会人野球中継の解説を務めた。
2020年4月、母校である岐阜聖徳学園高等学校の監督に就任した。